# Romance de lobos
Romance de lobos es una obra de teatro, escrita por Ramón María del Valle-Inclán en 1908, que forma parte de la trilogía denominada Comedias bárbaras.

## Argumento
Si bien esta pieza fue la segunda en escribirse, tras Águila de blasón, según la cronología narrativa sería la que concluye el ciclo, ya que la última que se escribió (Cara de Plata, 1922), se desarrolla antes que las otras dos.
La historia se sitúa en la Galicia rural de finales del siglo XIX y el protagonista es D. Juan Manuel, el Mayorazgo de una comarca gallega. Cuenta Valle-Inclán que viajando borracho una noche D. Juan Manuel se encuentra con la Santa Compaña, lo cual le induce a pensar que pronto se unirá a ellos. Pero al contrario de lo que piensa, la Santa Compaña no le anuncia su muerte sino la de su esposa, de la cual estaba separado ya hacía bastantes años. Al conocer la muerte de su esposa, D. Juan Manuel va a la casa de su esposa, casi buscando la muerte, pero ésta solo le ronda, le esquiva.
Mientras D. Juan Manuel viaja hacia la casa de la muerta, sus hijos se reparten la herencia, produciéndose constantes enfrentamientos entre ellos.
En su camino D. Juan Manuel se encuentra con unos mendigos, los cuales le van a mostrar el camino de su redención. Al llegar a la casa, D. Juan Manuel, queriendo enfrentarse a sus hijos, se encuentra con que estos han abandonado la casa, saqueando lo poco que en ella quedaba. A partir de entonces, y embargado por el dolor, busca la muerte, sin que ésta le quiera.
Cuando finalmente decide vivir para redimir de verdad sus pecados, uno de sus hijos le mata. De este modo el destino nos muestra cómo ha jugado con él.

## Representaciones destacadas
Si bien la obra se escribió en 1908, hubieron de transcurrir 62 años para su estreno mundial sobre los escenarios. Fue en 1970, el Teatro San Martín de Buenos Aires, con dirección de Agustín Alezzo e interpretación de Alfredo Alcón (en el papel de Juan Manuel), Milagros de la Vega, María Luisa Robledo, Luis Politti, Zulema Katz y Hedy Crilla.
En España se estrenó el 24 de noviembre de 1970 en el Teatro María Guerrero de Madrid, con dirección de José Luis Alonso, escenografía de Francisco Nieva e interpretación de José Bódalo (Juan Manuel), Margarita García Ortega, Ana María Ventura, Simón Cabido, Arturo López, Ricardo Merino, Gabriel Llopart, Félix Dafauce, Julia Trujillo, José Segura, Cesáreo Estébanez, Luisa Armenteros y José María Prada.
En 1991 hubo una interpretación conjunta de las tres obras que componen la trilogía, dirigida por José Carlos Plaza y con José Luis Pellicena como Juan Manuel y Toni Cantó como Cara de Plata
Volvió a representarse en el Teatro Español de Madrid en 2005, dirigida por Ángel Facio y protagonizada por Manuel de Blas (Juan Manuel), Fernando Sansegundo, Rafael Núñez, Francisco Maestre, Yolanda Ulloa y Rosa Álvarez.
En 2017 el compositor Eduardo Soutullo (1968) compuso una ópera basada en Romance de lobos.